# Annunciazione (El Greco Museo Thyssen-Bornemisza)
L'Annunciazione è un dipinto a olio su tela del pittore El Greco databile tra il 1575 e il 1576. Fa parte della collezione del Museo Thyssen-Bornemisza a Madrid. Si tratta di una delle prime opere su un tema più volte ripreso dall'artista nel corso della sua lunga produzione artistica.

## Analisi
La Vergine Maria è raffigurata seduta con la mano destra sul petto, la sinistra appoggiata al ripiano dell'inginocchiatoio ed è girata verso l'arcangelo Gabriele, mentre a cavallo di un fulmine sta discendendo su di lei la colomba dello Spirito Santo. La scena è inquadrata all'interno di un semplice e ben marcato sfondo architettonico in cui viene messo in evidenza una tenda rossa e un pavimento di piastrelle quadrate e in fondo un gruppo di cherubini.
Evidente è l'impronta di Tiziano e Tintoretto soprattutto nel trattamento della luce e del colore; la veloce pennellata del cretese è alla base di un intenso cromatismo che conferisce una visione realistica della scena.